# Mainxe
Mainxe és un municipi francès situat al departament del Charente i a la regió de la Nova Aquitània. L'any 2007 tenia 613 habitants.

## Demografia

### Població
El 2007 la població de fet de Mainxe era de 613 persones. Hi havia 221 famílies de les quals 56 eren unipersonals (21 homes vivint sols i 35 dones vivint soles), 78 parelles sense fills, 78 parelles amb fills i 9 famílies monoparentals amb fills.
La població ha evolucionat segons el següent gràfic:
Habitants censats

### Habitatges
El 2007 hi havia 294 habitatges, 240 eren l'habitatge principal de la família, 20 eren segones residències i 33 estaven desocupats. 287 eren cases i 2 eren apartaments. Dels 240 habitatges principals, 191 estaven ocupats pels seus propietaris, 40 estaven llogats i ocupats pels llogaters i 9 estaven cedits a títol gratuït; 1 tenia una cambra, 9 en tenien dues, 25 en tenien tres, 68 en tenien quatre i 137 en tenien cinc o més. 220 habitatges disposaven pel capbaix d'una plaça de pàrquing. A 83 habitatges hi havia un automòbil i a 141 n'hi havia dos o més.

### Piràmide de població
La piràmide de població per edats i sexe el 2009 era:
| Homes | Edats   | Dones |
| ----- | ------- | ----- |
| 0     | 95 o +  | 0     |
| 0     | 90 a 94 | 0     |
| 4     | 85 a 89 | 12    |
| 0     | 80 a 84 | 4     |
| 0     | 75 a 79 | 8     |
| 20    | 70 a 74 | 8     |
| 8     | 65 a 69 | 28    |
| 16    | 60 a 64 | 12    |
| 32    | 55 a 59 | 16    |
| 24    | 50 a 54 | 16    |
| 24    | 45 a 49 | 16    |
| 16    | 40 a 44 | 24    |
| 20    | 35 a 39 | 12    |
| 16    | 30 a 34 | 12    |
| 16    | 25 a 29 | 20    |
| 16    | 20 a 24 | 0     |
| 12    | 15 a 19 | 24    |
| 4     | 10 a 14 | 20    |
| 24    | 5 a 9   | 20    |
| 12    | 0 a 4   | 4     |

## Economia
El 2007 la població en edat de treballar era de 378 persones, 271 eren actives i 107 eren inactives. De les 271 persones actives 258 estaven ocupades (153 homes i 105 dones) i 12 estaven aturades (4 homes i 8 dones). De les 107 persones inactives 37 estaven jubilades, 21 estaven estudiant i 49 estaven classificades com a «altres inactius».

### Ingressos
El 2009 a Mainxe hi havia 263 unitats fiscals que integraven 678 persones, la mediana anual d'ingressos fiscals per persona era de 17.678 €.

### Activitats econòmiques
Dels 33 establiments que hi havia el 2007, 5 eren d'empreses alimentàries, 1 d'una empresa de fabricació d'altres productes industrials, 6 d'empreses de construcció, 10 d'empreses de comerç i reparació d'automòbils, 1 d'una empresa de transport, 2 d'empreses d'hostatgeria i restauració, 2 d'empreses financeres, 2 d'empreses immobiliàries, 3 d'empreses de serveis i 1 d'una empresa classificada com a «altres activitats de serveis».
Dels 6 establiments de servei als particulars que hi havia el 2009, 2 eren paletes, 1 electricista, 1 empresa de construcció, 1 restaurant i 1 agència immobiliària.
Dels 3 establiments comercials que hi havia el 2009, 1 era una fleca, 1 una botiga de roba i 1 una botiga de material esportiu.
L'any 2000 a Mainxe hi havia 27 explotacions agrícoles que ocupaven un total de 630 hectàrees.

## Equipaments sanitaris i escolars
El 2009 hi havia una escola elemental integrada dins d'un grup escolar amb les comunes properes formant una escola dispersa.

## Poblacions més properes
El següent diagrama mostra les poblacions més properes.